# Крис Ајзак
Кристофер Џозеф Ајзак (енгл. Christopher Joseph Isaak; Стоктон, 26. јун 1956) је амерички певач и глумац. Постао је познат по својој хит песми Wicked Game, а касније и по другим хитовима као што су Baby Did A Bad Bad Thing и Somebody's Crying. Његове песме се углавном базирају на љубави и раскидима. Звали су га „Ројем Орбисоном деведесетих”, а поредили су га и са Елвисом Преслијем, Рикијем Нелсоном и Дуаном Едијем.

## Дискографија
- (1985)
- (1986)
- (1989)
- (1993)
- (1995)
- (1996)
- (1998)
- (2002)
- (2004)
- (2009)
- (2011)
- (2015)
- (2022)

## Филмографија
| Назив филма                     | Улога                | Година |
| ------------------------------- | -------------------- | ------ |
| Кад јагањци утихну              | командант            | 1991   |
| Твин Пикс: Ватро, ходај са мном | агент Честер Десмонд | 1992   |
|                                 | Дин Конрад           | 1994   |
|                                 | ујка Боб             | 1996   |
|                                 | Вон Стиклс           | 2004   |
|                                 | Лес                  | 2008   |